# 기세훈
기세훈(奇世勳, 1914년 1월 1일 ~ 2015년 2월 22일)은 대한민국의 서울고등법원장 등을 역임한 법조인이다.

## 생애
기세훈은 1914년에 전라남도 광주시에서 퇴계 이황과 함께 이기론을 이끌던 고봉 기대승의 후손으로 태어났다. 일본 와세대 법학부를 졸업하고 1942년 고등문관시험 사법과에 합격했다. 1949년 광주지검 차장검사로 재직하며 여순사건 당시 좌익 누명을 쓴 박찬길 검사 사건의 진상을 밝혀내기 위해 노력을 하다가 서울지방법원, 광주지방법원 등에서 판사를 했다. 1954년부터 10여년간 역임한 전남대학교 법과대학 학장, 서울가정법원장, 청주지방법원장, 법원 인사위원장을 지내고 광주고등법원장에 재직 중이던 1969년 9월 2일 서울고등법원장에 임명되어 1971년 신설되는 사법연수원장을 겸직하여 1973년까지 재직했다. 서울고등법원장에 재직할 때 '정권에 밉보인' 소속 판사에게 구속영장이 청구된 후 전국 153명의 판사가 집단사표를 내는 사법파동이 있었다. 민복기 대법원장에게 "비장한 각오로 사법파동 해결 대책을 마련하라"고 말하면서 서울고등법원 전체 법관 명의로 사법권수호 결의문을 전달했다가 1973년 법관 발령에서 대법원 판사 8명과 함께 의원면직됐다. 서울고등법원장을 마치고 1973년 서울동부합동법률사무소에서  변호사 개업하여 한승헌 변호사 등을 변호하면서도 2006년까지 주로 공증 업무를 담당하였다.
서울가정법원장으로 재직하던 1966년 6월 2일에 기세훈은 7세의 소녀를 죽인 12세의 소녀가 아동보호소에 보호 조치되었다가 탈출하여 사회문제가 되자 "현행법상으로 어떻게 할 방법이 없어 제일 좋은 방법은 부모가 책임지고 선도해야 할 것이다"고 했다.
1968년 2월 24일에는 대법원에 의해 주재황 대법원 판사, 강안희 서울형사지방법원장과 함께 법원측 중앙선거관리위원회 위원에 지명됐다.
재경 전남향우회 회장과 고봉학원 이사장을 맡았으며  ‘고봉의 문집과 번역’이라는 4권짜리 성리학 이론서를 펴내고 선조 때부터 내려온 광주광역시 소재 고택 ‘애일당(愛日堂)’에 학술원을 열고 학술지인 ‘전통과 현실’을 펴내며 고봉의 학문에 대해 연구했다. 특히 고봉 기대승 문집 11책 1질을 다른 후손들과 함께 1971년 1월에 발간하였다.
1968년 5월 24일에 한국부인회가 보건사회부 후원으로 여성회관 강당에서 개최한 관혼상제 개선방안에 대한 심포지엄에서 '혼인에 대한 개선 방안'을 주제로 강연하면서 혼수 준비나 결혼식에는 최소한의 비용만 들이고 나머지 돈으로 신혼 부부가 살면서 고난을 극복하는데 도움이 될 예금, 적금 통장이나 주권 등을 선물하는 실질적인 태도를 가져야 한다"고 말한기세훈은 서울고등법원장에 재직하던 1971년 7월 24일에 산악 전문지 '산' 독자들로 구성된 울릉도
성인봉 등반대회에 참가했으며 1972년 2월 3일에 KBS <신혼 만세> 라는 프로그램에 배우자와 함께 출연하여 약혼 시절의 재미있는 경험을 털어놨다.
인촌기념사업회가 1989년 12월 27일에 이희승 후임 이사장에 선출했으며 대한변호사협회가 개최한 제7회 법의 지배를 위한 변호사대회가 열린 1995년 8월 11일에 "국선변호를 통한 형사 피고인의 인권 옹호에 앞장서고 무료변론, 무료법률상담 등 서민의 권리구제에 기여했다"는 이유로 제7회 한국법률문화상을 받은 기세훈은 "법조인은 인간의 생명과 재산을 지키는 구도자"라면서 "권력이나 어떤 물질적 유혹에도 굴하지 않고 국민들에게 봉사해야 한다"고 하면서 법조인에게 가장 중요한 것은 지행합일이라며 "후배들도 인권수호와 정의구현을 위해 있는 힘을 다해야 할 것이다"고 말했다.
전남대학교는 1997년 2월에 "초대 법대학장을 지내며 학교 발전에 크게 이바지하고 변호사 개업 후에는 무료변론과 장학사업을 하는 등 사회에 공헌을 했다"는 이유로 명예박사학위를 수여했다.